# وریلهس
وریلهس (به فرانسوی: Varilhes) یک کمون در فرانسه است که در Canton of Varilhes واقع شده‌است.

## خصوصیات
وریلهس ۱۱٫۷۶ کیلومترمربع مساحت و ۲٬۸۶۷ نفر جمعیت دارد و ۳۱۰ متر بالاتر از سطح دریا واقع شده‌است.